# Camargo Corrêa Desenvolvimento Imobiliário
A Camargo Corrêa Desenvolvimento Imobiliário ou CCDI é a unidade de construção e incorporação imobiliária da Mover Participações, sendo uma empresa relativamente nova no mercado (quando comprada às demais no ramo de incorporação). Hoje, já é uma das empresas líderes de mercado em incorporações de imóveis residenciais e comerciais no Brasil,[carece de fontes?] com atuação em várias regiões do país, como nos estados de São Paulo, Rio de Janeiro, Minas Gerais, Paraná, Espírito Santo e Pernambuco.
Como incorporadora, a CCDI trabalha com todos os processos de desenvolvimento de um empreendimento, desde a coordenação da construção, passando pelas etapas de divulgação e, finalmente, vendas.

## História
A CCDI começou a atuar no ramo de desenvolvimento, incorporação e comercialização em 2003, tendo sido derivada do Grupo Camargo Corrêa (atual Mover Participações). Seus primeiros lançamentos estavam focados em um mercado de alto padrão, quando começou a adquirir diversos terrenos em São Paulo e no Rio de Janeiro. Porém, desde que começou as negociações da HM engenharia (cuja compra total ocorreu em 2008), a CCDI passou a trabalhar com uma gama mais ampla de produtos. Atualmente, engloba desde empreendimentos destinados ao público de baixa renda até os segmentos mais caros de mercado.
Em seu primeiro ano como empresa aberta, realizou lançamentos imobiliários com valores superiores a R$1,2 bilhões. Atualmente, atua em todos os segmentos de mercado e em várias regiões do Brasil, como nos estados de São Paulo, Rio de Janeiro, Minas Gerais, Paraná, Espírito Santo e Pernambuco. Possui ainda áreas para desenvolvimento na região metropolitana, no interior de São Paulo e em Caieiras.
Em 2006 a CCDI passou incluir em seu modelo de gestão princípios de sustentabilidade, pautados pela iniciativa do Grupo Camargo Corrêa. Com isso, busca o desenvolvimento de métodos inovadores em sua produção, além de trabalhar em propostas de conscientização para seus funcionários.

## Grupo
A CCDI faz parte do grupo Camargo Corrêa, um conglomerado empresarial brasileiro, composto por organizações atuantes tanto no mercado nacional como no exterior.
O grupo, que nasceu de uma pequena empresa de construção fundada em 1939, atua nos ramos de engenharia e construção (infra-estrutura, construções, construção naval e incorporação), tem projetos na indústria de cimentos (Cauê e Loma Negra), controla a maior fabricante de calçados do país (Alpargatas) e está presente no setor têxtil com a Tavex, líder mundial em produção de denim. Participa ainda do bloco de controle da  CPFL Energia, CCR e Usiminas, somando um corpo de funcionários com mais de 54 mil empregados.[carece de fontes?]

## Casa Cor
O Casa Cor é um evento de arquitetura, decoração e paisagismo das Américas. Em 2010, com a proposta de conscientizar o público sobre as emissões de gás de efeito estufa decorrente da circulação de pessoas no evento. Na ocasião, foi criada a campanha “Neutralização Carbono Zero CCDI”, que resultou na instalação de uma calculadora Carbon Free e um notebook para coleta de informações relevantes para a ação. Para ilustrar, uma TV de LCD mostrava em tempo real a quantidade de mudas de árvore necessárias para compensar toda a emissão de gás despendido no trajeto do visitante até o evento. Como forma de incentivar a ação do público, foram distribuídos kits com sementes e, após o término total do evento, um e-mail com o resultado da pesquisa.
Além disso, a CCDI tornou-se patrocinadora do Prêmio Sustentabilidade que acontece dentro do evento Casa Cor, com o objetivo de valorizar e destacar profissionais da área de arquitetura e decoração que consideram a questão da sustentabilidade na elaboração de seus projetos.